# Svjetsko prvenstvo u košarci – Brazil 1954.
Svjetsko prvenstvo u košarci 1954. bilo je 2. izdanje Svjetskih prvenstava u košarci. Održano je od 22. listopada do 5. studenog 1954. godine u Brazilu, u organizaciji FIBA-e. Sudjelovalo je 12 reprezentacija, a sve utakmice odigrane su u dvorani Ginásio do Maracanãzinho u Rio de Janeiru, izgrađenoj posebno za tu prigodu.
Reprezentacija Argentine, svjetski prvak iz 1950., nije sudjelovala na prvenstvu. Također se, iz političkih razloga, nisu pojavile Čehoslovačka, europski prvaci Sovjeti i europski doprvaci Mađari. Umjesto njih pozvani su Francuska, Izrael i Jugoslavija.
Prvacima je po prvi put postala reprezentacija SAD-a. Najbolji strijelac prvenstva bio je Urugvajac Oscar Moglia.

## Države sudionice
| Grupa A                  | Grupa B         | Grupa C                       | Grupa D             |
| ------------------------ | --------------- | ----------------------------- | ------------------- |
| Brazil Filipini Paragvaj | Kanada Peru SAD | Francuska Jugoslavija Urugvaj | Čile Izrael Formoza |

## Konačni poredak
|     | SAD         |
|     | Brazil      |
|     | Filipini    |
| 4.  | Francuska   |
| 5.  | Formoza     |
| 6.  | Urugvaj     |
| 7.  | Kanada      |
| 8.  | Izrael      |
| 9.  | Paragvaj    |
| 10. | Čile        |
| 11. | Jugoslavija |
| 12. | Peru        |

## Nagrade
| Pobjednici Svjetskog prvenstva u košarci 1954. |
| SAD 1. naslov                                  |

### Najbolja momčad turnira
| Ime                          | Država   |
| ---------------------------- | -------- |
| Carlos Loyzaga               | Filipini |
| Kirby Minter                 | SAD      |
| Oscar Moglia                 | Urugvaj  |
| Zenny de Azevedo ("Algodão") | Brazil   |
| Wlamir Marques               | Brazil   |

Za reprezentaciju Jugoslavije nastupili su ovi hrvatski igrači: Aleksandar Blašković.

## Vanjske poveznice
- SP 1954. na stranici FIBA-e (engl.)